# 알아라비 SC (쿠웨이트)

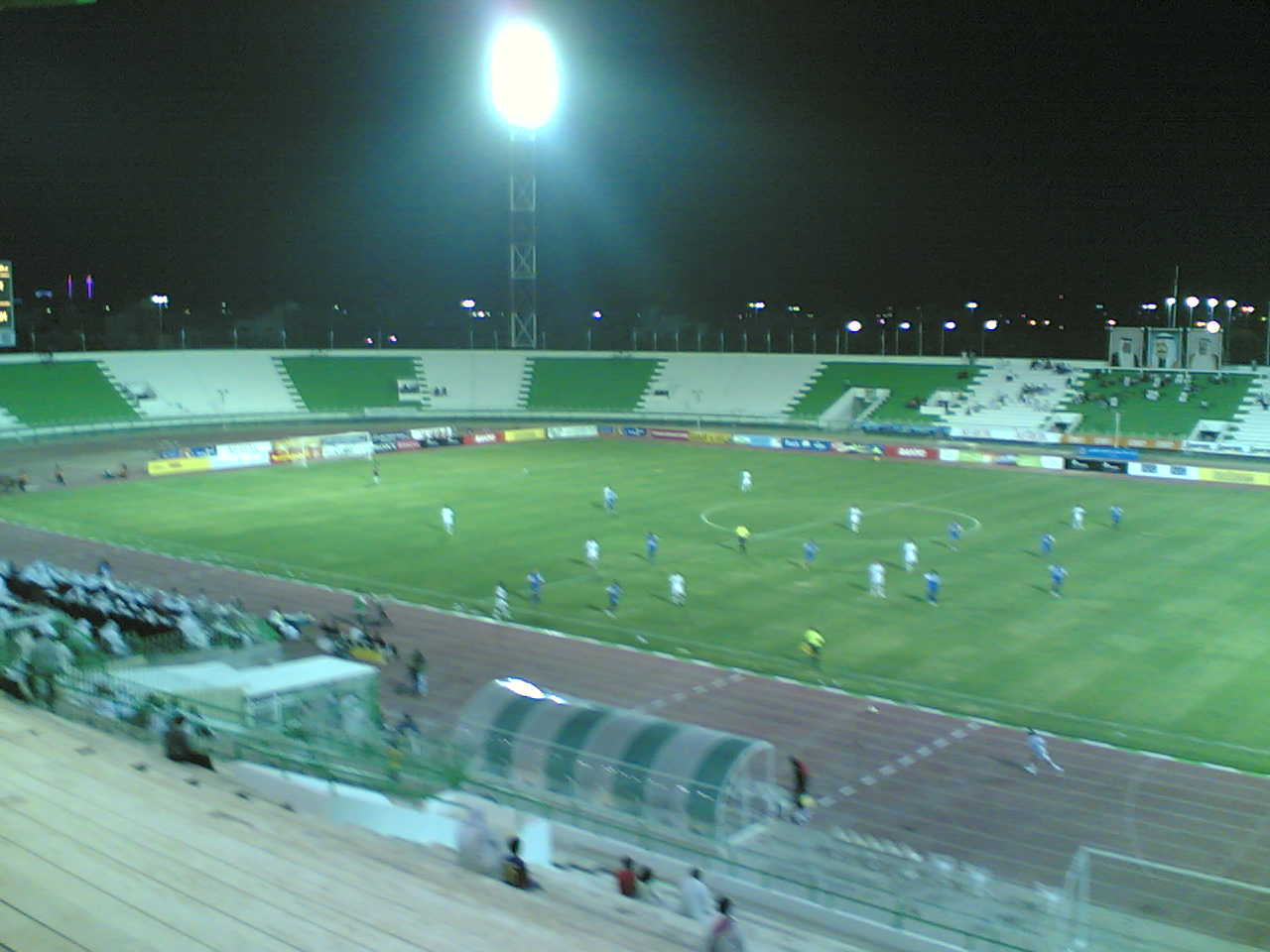

알아라비 스포팅 클럽(아랍어: النادي العربي الرياضي)은 수도주를 연고지로 하는 쿠웨이트의 축구 클럽이다. 1953년 알우루바라는 이름으로 창단했고 1960년 현재의 이름으로 변경했다.

## 선수 명단

### 현역
참고: FIFA 자격 규정에 따라 소속된 국가대표팀 국기를 표시합니다. 선수는 복수의 FIFA 비회원국 국적을 가지고 있을 수 있습니다.
| 번호 | 포지션 | 국적   | 이름          |
| ---- | ------ | ------ | ------------- |
| 4    | MF     | 모로코 | 왈리드 사바르 |
| 13   | DF     | 알제리 | 소피안 부샤르 |
| 23   | FW     | 모로코 | 함자 카바     |

| 번호 | 포지션 | 국적 | 이름             |
| ---- | ------ | ---- | ---------------- |
| 93   | MF     |      | 카밀 알 아스와드 |

## 역대 감독
| 감독                | 임기        |
| ------------------- | ----------- |
| 세바스치앙 라자로니 | 2003 ~ 2004 |
| 드라간 스코치치     | 2009 ~ 2010 |
| 보리스 부니크       | 2014 ~ 2015 |
| 토마스 브르다비치   | 2023        |
| 나세르 알 샤티      | 2024 ~      |